# خانقاه كندي
خانقاه كندي هي قرية في مقاطعة كليبر، إيران. عدد سكان هذه القرية هو 14 في سنة 2006.